# Маргарита Йоркская
Маргари́та Йо́ркская (англ. Margaret of York), в замужестве и вдовстве известна как Маргари́та Бургу́ндская (фр. Marguerite de Bourgogne; 3 мая 1446, Фотерингей — 23 ноября 1503, Мехелен) — дочь герцога Йоркского Ричарда Плантагенета, сестра королей Англии Эдуарда IV и Ричарда III; третья и последняя супруга герцога Бургундского Карла Смелого.
Отец Маргариты претендовал на английский трон и был убит в 1460 году. Несколько месяцев спустя на трон взошёл брат Маргариты Эдуард IV, а сама она стала ценным династическим активом. На брак с девушкой было несколько претендентов, однако её брат-король рассчитывал получить в союзники Бургундию; союз этот удалось заключить лишь в 1468 году, когда Маргарита вышла замуж за Карла Смелого. Своих детей у Маргариты не было, однако она занималась воспитанием дочери Карла Марии, а затем и её детей. Супруг Маргариты погиб в бою в 1477 году, после чего сама она стала влиятельным матриархом в семье. После смерти обоих братьев-королей Маргарита отказалась признать нового короля и стала плести против Генриха VII интриги, от которых вынуждена была отказаться в 1496 году. Последние годы жизни она посвятила внукам и правнукам своего мужа. Умерла в своей вдовьей резиденции в возрасте 57 лет.

## Биография

### Происхождение и ранние годы
Маргарита родилась 3 мая 1446 года в замке Фотерингей и была седьмым ребёнком и четвёртой дочерью из тринадцати детей Ричарда Плантагенета, 3-го герцога Йоркского, и Сесилии Невилл. По отцу девочка была внучкой Ричарда Конисбурга, 3-го графа Кембриджа, и Анны Мортимер, по матери — Ральфа Невилла, 1-го графа Уэстморленда, и Джоан Бофорт; также и по отцу, и по матери Маргарита была праправнучкой короля Англии Эдуарда III.
О детстве девочки известно мало. В 1453—1454 годах во время болезни короля Генриха VI отец Маргариты был регентом Англии; в этот же период рассматривалась возможность брака между наследником бургундского герцога Карлом Смелым и одной из дочерей герцога Йоркского, младшей из которых была восьмилетняя Маргарита. Однако переговоры о браке были прекращены, когда по настоянию королевы Маргариты Ричард Плантагенет был изгнан из королевского совета и, таким образом, лишён власти. Когда в 1455 году разразилась Война Роз, герцог Йоркский бежал в Ирландию, а затем и на континент, а его жена Сесилия с детьми (среди которых, вероятно, была и Маргарита) осталась в замке Ладлоу. После победы Йорков в битве при Нортгемптоне в 1460 году Сесилия Невилл вместе с детьми отправилась в Лондон, чтобы приветствовать мужа-триумфатора. В Лондоне Маргариту с матерью и братьями Джорджем и Ричардом поселили в Саутуарке в доме покойного сэра Джона Фальстофа, который был близок как с королём Генрихом VI, так и с Ричардом Плантагенетом.
30 декабря 1460 года, когда Маргарите было четырнадцать лет, в битве при Уэйкфилде были убиты её отец и брат Эдмунд. Три месяца спустя, 4 марта 1461 года, английский трон занял другой брат Маргариты — Эдуард IV. В период между смертью отца и восшествием на престол брата Маргарита проживала вместе с матерью в Бейнардском замке в Лондоне, который стал штаб-квартирой Йорков, а после восшествия на трон Эдуарда IV — основной резиденцией Сесилии Невилл. Став сестрой короля, Маргарита большую часть времени проводила в доме матери, а также при дворе брата в Гринвичском дворце. 30 марта Эдуард IV назначил сестре аннуитетные выплаты из казны в размере четырёхсот марок в год; сумма эта за 1461 год была полностью выплачена к ноябрю того же года. В последующие годы размер выплат повышался дважды. После того, как Эдуард заключил брак с Елизаветой Вудвилл, коронацию которой Маргарита посетила в мае 1465 года, она часто сопровождала королеву и обучалась тонкостям придворного этикета при её дворе. Вместе с тем, Маргарита была весьма привязана к своей чрезвычайно благочестивой матери. Она была умна и образована.

### Брачные планы, обручение
Будучи незамужней сестрой короля, Маргарита была одним из самых ценных дипломатических активов новой династии. В 1462 году пошли слухи о возможном браке Маргариты с шотландским королём Яковом III. Более серьезное предложение о браке поступило от претендента на трон Арагона дона Педро Португальского, но он неожиданно умер в июне 1466 года. К этому моменту вновь появилась перспектива союза с Бургундией: в сентябре Карл Смелый, на тот момент носивший титул графа Шароле, овдовел во второй раз, при этом имея в наследниках только малолетнюю дочь.
Переговоры начались почти сразу же после смерти Изабеллы де Бурбон в сентябре 1465 года, но были задержаны бургундским нежеланием порвать все связи с Ланкастерами. Посланником Карла выступил протонотарий Гийом де Клюни, позднее ставший епископом Пуатье, который должен был начать переговоры, но не доводить их до конца, а лишь заручиться поддержкой Эдуарда IV и его обещанием не предпринимать никаких действий против графа Шароле. Филипп де Коммин пишет, что Карл ненавидел Йорков всем сердцем и не собирался заключать брак с Маргаритой. Кроме того, планам о браке препятствовал и сторонник Эдуарда IV Ричард Невилл, 16-й граф Уорик, который желал выдать сестру короля замуж за французского принца.
В 1466—1467 годах король Франции Людовик XI с готовностью предложил не менее четырёх кандидатов на руку Маргариты, но смерть герцога Бургундского в июне 1467 года дала новый импульс для переговоров с Бургундией. 1 октября 1467 года Маргарита выразила формальное согласие на брак с Карлом, который позднее в том же месяце поручил своей матери составить список условий будущего брака. К февралю 1468 года был согласован размер приданого Маргариты — 200 тысяч экю, которые должны были быть выплачены в течение трёх лет. В мае 1468 года было получено папское разрешение на брак и заключён союз против Франции. 17 мая 1468 года, после утверждения обеими сторонами всех условий, была заключена помолвка. Сам герцог Бургундский пошёл на брак с принцессой из дома Йорков только для того, чтобы обрести могущественного союзника против французского короля.
18 июня Маргарита отбыла во Фландрию. Перед отъездом в Лондоне она посетила королевский гардероб и побывала в соборе Святого Павла, где помолилась и совершила пожертвование. Затем в сопровождении графа Уорика и на его коне, что символизировало примирение графа с королевской четой, принцесса проехала через Чипсайд, где получила в подарок от мэра и олдерменов 100 золотых монет и пару богато украшенных чаш. Ночь Маргарита провела в Стратфордском аббатстве, где также остановились король и королева. Затем Маргарита совершила паломничество к мощам Святого Томаса в Кентерберри. 24 июня с пышной свитой она отбыла из Маргита в Слёйс, куда прибыла поздно вечером 25 июня. В Слёйсе Маргариту встретили кострами и театральными представлениями. 26 июня её навестила вдовствующая герцогиня Бургундская. На следующий день Маргариту посетил и сам герцог «с двадцатью лицами втайне»; они пообщались через епископа Солсбери, после чего герцог простился с ней и вернулся в Брюгге.

### Брак
3 июля 1468 года в городе Дамме, Фландрия, состоялась свадьба Маргариты и Карла. Брачные торжества проходили в Брюгге, куда молодожёны торжественно въехали в день венчания, и длились десять дней. Во время торжественного въезда зрителей поразила высокая, элегантная, светловолосая герцогиня. 23 июля молодожёны прибыли в Брюссель, где их также ждали большие празднования.
О семейной жизни герцогской четы известно мало. Вскоре после свадьбы Маргарита окунулась в рутину, которая держала её и Карла вдали друг от друга: в первые полгода совместной жизни они были вместе всего 21 день, 96 дней в 1469 году и 145 дней в 1470 году, а затем, часто находясь рядом друг с другом в компании, они почти не оставались наедине (по две недели в 1473 и 1474 годах); в последний раз супруги виделись в июле 1475 года. Однако официальные отношения между ними оставались тёплыми, а при великолепном Бургундском дворе, где женщины занимали почётное место, Маргарита всегда находила для себя занятие. Она была в дружеских отношениях со своей свекровью Изабеллой Португальской, умершей в 1471 году, и обращалась с дочерью Карла от второго брака Марией, которая была младше Маргариты на одиннадцать лет, как с младшей сестрой. Маргарита и Мария проводили много времени вместе и имели много общих интересов; их совместные портреты появляются в нескольких современных иллюминированных рукописях и картинах. Маргарита также заказывала многочисленные рукописи, поощряла печатника Кекстона и, особенно во вдовстве, предавалась страсти к строительству и благотворительным работам, поощряя образование и строгие религиозные движения. Кроме того, когда в 1475 году у Карла появились политические и военные трудности, Маргарита приняла на себя большую административную роль: она выступила против французов в Артуа и провела переговоры с фламандскими городами.
Хотя брак Маргариты и Карла укрепил политический союз Англии и Бургундии, сам герцог оказывал помощь как Йоркам, так и Ланкастерам. Когда в 1470 году Эдуард IV лишился трона и бежал из страны, он нашёл убежище в Бургундских Нидерландах и получил помощь от Карла, чтобы вернуться и отвоевать трон. Несмотря на это, Эдуард и муж Маргариты так и не стали близки и, как сообщает Филипп де Коммин, до конца жизни «друг о друге не отзывались добрым словом». В то же время Маргарита также сыграла не последнюю роль в примирении Эдуарда с другим братом, Джорджем, герцогом Кларенсом, и главным образом благодаря её усилиям последний был отделен от партии Генриха VI и графа Уорика, свергнувшего его с престола в 1470 году.

### Вдовство
Карл Смелый погиб в битве при Нанси 5 января 1477 года, оставив Маргариту бездетной вдовой. После смерти Карла и вторжения французского короля Людовика XI в бургундские владения Маргарита, которой помогали лорд Хьюмберкур и канцлер Гийом Хьюгоне, оказала неоценимую поддержку своей падчерице Марии, ставшей герцогиней Бургундии со смертью отца. Одним из первых государственных актов Марии стало подтверждение передачи в пожизненное пользование Маргариты обширных владений, полагавшихся ей в качестве вдовьей доли. Среди этих владений был Мехелен, ставший основной резиденцией вдовствующей герцогини. Маргарита также поддержала Марию в выборе жениха — эрцгерцога австрийского Максимилиана Габсбурга (помолвка с ним обсуждалась ещё при жизни отца Марии), — хотя местная знать была против союза с ним, и в качестве акта неповиновения 3 апреля 1477 года были убиты сторонники Маргариты Хьюмберкур и Хьюгоне. Когда Максимилиан прибыл, чтобы утвердить свой брак (свадьба с Марией состоялась в Генте 18 августа), Маргарита с энтузиазмом пообещала ему свою лояльность. Впоследствии их взгляды на политику герцогства редко не совпадали, но Максимилиан заботился о личном благополучии Маргариты, пока та заботилась о благополучии государства и интересах Габсбургов в Бургундии.
В июле или августе 1480 года Маргарита впервые после отъезда в Бургундию посетила своего брата-короля и осталась в Англии до конца сентября. Поездка носила дипломатический характер: Маргарита должна была заключить союз между Эдуардом IV и Максимилианом, а также договориться о торговых преференциях для Бургундии. Ей удалось получить лицензии на экспорт волов и овец во Фландрию, а также на беспошлинный экспорт шерсти. Затем Маргарита вернулась в Бургундию и больше владения падчерицы не покидала.
В марте 1482 года в результате несчастного случая во время соколиной охоты беременная Мария Бургундская упала с лошади и через несколько дней умерла. Для Маргариты смерть падчерицы, которой она посвятила свою жизнь, стала страшным ударом. Регентом при малолетнем сыне Марии стал Максимилиан, однако он не был популярен, что привело к гражданской войне в Голландии. В 1483—1485 годах последовательно скончались двое братьев Маргариты — Эдуард IV и Ричард III, а также французский король Людовик XI. Всё это стало серьёзным испытанием способностей Маргариты. Именно на вдовствующую герцогиню была возложена ответственность по воспитанию детей Марии Бургундской. Она также отказалась признать захват английского трона Генри Тюдором, а при её дворе нашли убежище многие йоркисты. Помимо этого она поддерживала двух самозванцев, претендовавших на английский трон: Ламберта Симнела, выдававшего себя за графа Уорика, который в действительности находился в Тауэре, и Перкина Уорбека, выдававшего себя за Ричарда Йорка, который исчез из Тауэра вместе с братом в 1483 году. Известно, что Симнелу Маргарита предоставила две тысячи немецких наёмников для захвата трона, а также приняла его у себя в Мехелене в июле 1486 года как «сына Кларенса», её любимого брата. После поражения Симнела в битве при Стоук-Филд Маргарита столкнулась с внутренними трудностями (Максимилиан был захвачен фламандцами в 1488 году), требовавшими её пристального внимания. На время она отстранилась от внешней политики, однако продолжала плести интриги против Генриха VII Тюдора.
Перкин Уорбек впервые объявился при дворе Маргариты в 1490 году, рассказав там историю своего чудесного спасения: якобы брат его, король Эдуард V, был убит, но самого Ричарда пощадили из-за его возраста и «невинности» и заставили принести клятву, которая заставила принца скрывать своё истинное имя и происхождение «некоторое количество лет». Маргарита поддержала легенду Уорбека и даже написала несколько писем иностранным правителям и папе римскому с просьбой поддержать её «племянника». Сама она также оказала самозванцу финансовую помощь. Поскольку неизвестно, насколько достоверна история Уорбека, рассказанная им самим позднее на допросах, а также из-за его внешнего сходства с детьми короля Эдуарда IV некоторые историки предполагают, что самозванец мог быть одним из бастардов королей Эдуарда IV или Ричарда III или же бастардом самой Маргариты. После неудачной высадки в Англии и бегства Уорбека в Шотландию Маргарита продолжала поддерживать с ним связь. В феврале 1496 года Англия и Священная Римская империя подписали торговое соглашение Intercursus Magnus, в результате чего Маргарита вынуждена была отказать в поддержке врагам Генриха VII. Однако формальное примирение с английским королём произошло только в 1498 году.

### Последние годы
Будучи влиятельным матриархом в семье, последние годы жизни Маргарита посвятила внукам и правнукам своего мужа. В 1500 году она стала крёстной матерью будущего императора Карла V, а год спустя вместе с дочерью Марии Бургундской Маргаритой посетила Халле. Именно младшей Маргарите вдовствующая герцогиня завещала большую часть своего личного имущества.
Маргарита умерла 23 ноября 1503 года в Мехелене и была погребена в обители францисканцев. Гробница Маргариты была разрушена в конце XVI века. Помимо многочисленных портретов и миниатюр, изображающих Маргариту, и почти 30 сохранившихся рукописей, к которым она могла иметь отношение, самым главным наследием герцогини стала корона, изготовленная в Англии и являвшаяся частью её приданого, которую в 1474 году она пожертвовала собору Ахена.

## В культуре
Маргарита Йоркская упоминается в компьютерной игре Assassin’s Creed: Brotherhood. Главный герой, наставник Ордена ассасинов в Риме, отправлял своих учеников в другие государства для выполнения контрактов на убийство. Целью одного из таких контрактов стало убийство Маргариты, члена ордена тамплиеров, и в итоге она была отравлена.
Маргарита является главной героиней романа Анны Эстер Смит «Дочь Йорка» (2008). В романе описывается период жизни Маргариты между смертью её отца и смертью её мужа. Она также появляется в романе Смит «Королевская милость» (2009). Кроме того, Маргарита часто упоминается в романе Филиппы Грегори «Белая принцесса» (2014). В экранизации романа (2017) роль Маргариты исполнила Джоан Уолли. В телесериале BBC «Тень Тауэра» (1972) роль Маргариты Йоркской исполнила Рэйчел Кемпсон.

## Комментарии
1. Портрет Маргариты, написанный на панели, когда-то был собственностью преподобного Томаса Керриха, библиотекаря Кембриджского университета; ныне хранится в общества антикваров в Берлингтон-хаусе. На картине изображена светлокожая леди с красными губами, темными глазами и изогнутыми бровями; волосы её почти полностью скрыты под одним из плотно прилегающих высоких головных уборов того периода. Художником, написавшим картину был, вероятно, Хуго ван дер Гус, который, согласно записям тех лет, был нанят, чтобы запечатлеть церемонию венчания Маргариты. Картина была выгравирована в пятом томе первого издания «Пасторских писем» (1804), а также позднее в «Жизни и типографии Уильяма Кэкстона» (1861)[1].
2. ↑  Портрет Маргариты, написанный на панели, когда-то был собственностью преподобного Томаса Керриха, библиотекаря Кембриджского университета; ныне хранится в общества антикваров в Берлингтон-хаусе. На картине изображена светлокожая леди с красными губами, темными глазами и изогнутыми бровями; волосы её почти полностью скрыты под одним из плотно прилегающих высоких головных уборов того периода. Художником, написавшим картину был, вероятно, Хуго ван дер Гус, который, согласно записям тех лет, был нанят, чтобы запечатлеть церемонию венчания Маргариты. Картина была выгравирована в пятом томе первого издания «Пасторских писем» (1804), а также позднее в «Жизни и типографии Уильяма Кэкстона» (1861)[1].
3. ↑  Также носила сопутствующие титулы графини Шароле[фр.], Артуа, Фландрии, Лотьера,Голландии, Зеландии и Зютфена, маркграфини Намюра, герцогини Брабантской, Лимбургской, Люксембургской, Гельдернской и Эно.
4. ↑  В 1477 году территории Бургундского герцогства были аннексированы Францией. В том же году герцогиня Мария вышла замуж за Максимилиана, эрцгерцога австрийского, передав таким образом Габсбургам контроль над оставшейся частью её Бургундского наследства и формальный герцогский титул.
5. ↑  Также именовалась Маргари́та Плантагене́т (англ. Margaret Plantagenet) и Маргари́та Английская (англ. Margaret of England).
6. ↑  Маргарита была пятым ребёнком и третьей дочерью[2] из семерых переживших младенчество детей герцогской четы.
7. ↑  Мать Карла Смелого, Изабелла Португальская, была внучкой по женской линии Джона Гонта. Когда Эдуард IV стал королём, Карл принял при своём дворе многих изгнанников-Ланкастеров, в том числе герцога Эксетера — ближайшего родственника короля-Йорка, происходившего из Ланкастерского дома (Эксетер был правнуком Джона Гонта и был женат на сестре короля Эдуарда IV Анне Йоркской), а также Сомерсетов[5].
8. ↑  Приданое было выплачено лишь наполовину, вторая же часть являлась яблоком раздора между Маргаритой и королём Англии на протяжении всей жизни герцогини[2].
9. ↑  Позднее Мария назовёт в честь мачехи свою единственную дочь Маргариту.
10. ↑  Кекстон жил в доме герцогини с 1470 или 1471 года. В это время он переводил Le Recueil des Histoires de Troye и изучал новые методы печати, чтобы размножить свой перевод[8][10].
11. ↑  Помимо родственных связей, Карлом двигало желание лишить власти слишком могущественного «делателя королей» графа Уорика[11].
12. ↑  В ответ Генрих VII отказался выплатить Маргарите остаток приданого[8].
13. ↑  На момент исчезновения из Тауэра Ричарду Йоркскому было около десяти лет.
14. ↑  Маргарита публично признала Уорбека своим племянником, хотя до конца не известны её мотивы: с одной стороны, Маргарита вышла замуж и покинула Англию ещё до рождения племянников и во время своего визита в 1480 году не виделась с племянником и действительно могла поверить, что перед ней Ричард; с другой, она могла знать, что он самозванец, но при этом всё равно поддерживала его дабы вернуть власть в Англии дому Йорков. Генрих VII жаловался герцогу Бургундии Филиппу I Красивому, что мачеха его матери укрывает самозванца, однако ответа не последовало, и Генрих ввёл торговое эмбарго против Бургундии. По приглашению отца Филиппа I, императора Максимилиана I, Перкин Уорбек присутствовал на похоронах предыдущего императора Фридриха III, где был признан королём Англии под именем Ричарда IV[16].